# 원점

직교 좌표계의 원점.

원점(原點)은 좌표계에서 좌표축이 교차하는 점 즉 점O(0,0)을 말한다.

## 같이 보기
- 점
- 단위원